# Qermez Dere
Qermez Dere est un site archéologique du début de l'Holocène situé dans le nord de l'Irak, près de Tall Afar, à l'est des monts Sinjar et à l'ouest de Mossoul, dans la province de Ninive. Il a été habité d'environ 9200 à 8600 av. J.-C., avec plusieurs niveaux d'occupation, par une petite communauté de chasseurs-cueilleurs sédentaires, peu avant l'émergence de l'agriculture dans la région.

## Historique
Qermez Dere a été fouillé de 1986 à 1990 par une équipe britannique dirigée par Trevor Watkins.

## Description
Le site couvre une surface d'environ 100 × 60 mètres et forme un petit tell de 2 mètres de haut. Il a livré dans sa partie sud quelques vestiges de maisons en pisé, construites principalement dans ses périodes récentes d'occupation. Elles sont de forme circulaire et semi-enterrées, comme cela est courant dans les premiers établissements sédentaires du Moyen-Orient. La partie nord du site était un espace de travail, où ont été mis au jour un mobilier plus lourd qu'au sud, notamment des mortiers.

## Outils
L'outillage lithique des périodes anciennes est apparenté au Khiamien ; celui des périodes récentes relève de la culture de Nemrik.

## Mode de subsistance
Les habitants de Qermez Dere chassaient la gazelle, les ovins et caprins, des renards et lièvres, et cueillaient des blés et de l'orge sauvages, ainsi que des lentilles, vesces et pois et des pistaches.